# سوباسا یوناگا
سوباسا یوناگا (به انگلیسی: Tsubasa Yonaga؛ زادهٔ ۱۵ ژانویهٔ ۱۹۸۴) صدا پیشه، خواننده و بازیگر اهل ژاپن است. وی از سال ۲۰۰۶ میلادی تاکنون مشغول فعالیت بوده‌است.